# Río Porcupine (Saskatchewan)

## Geografía

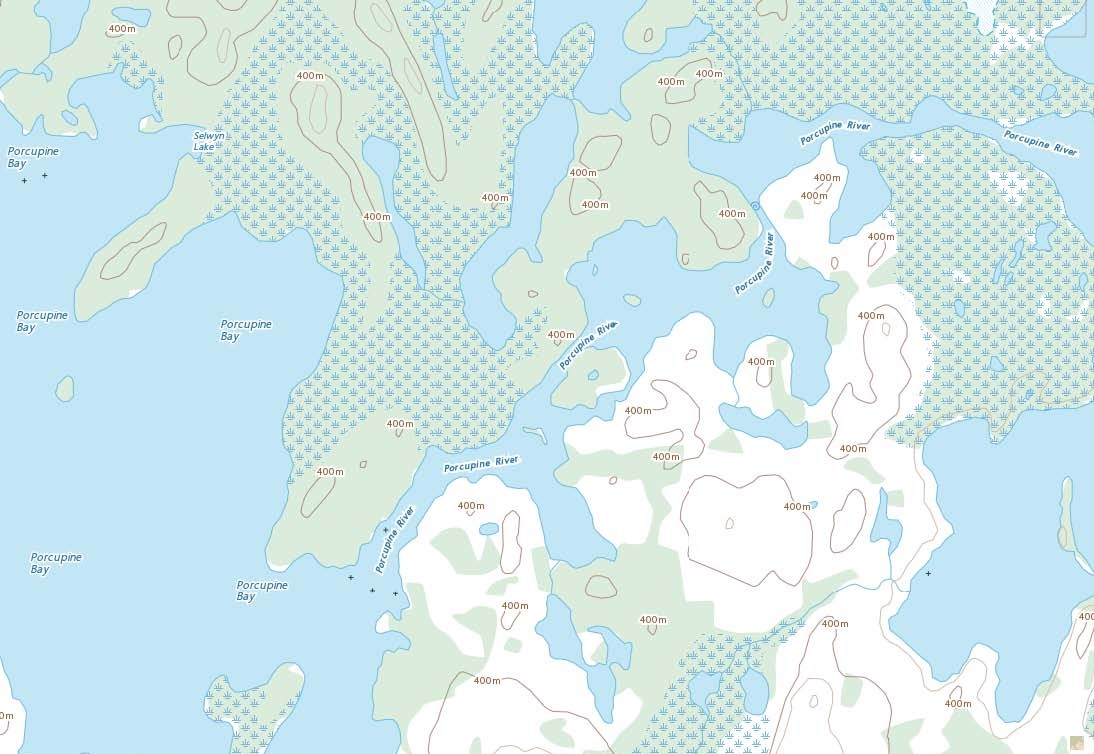
Detalle del nacimiento de Porcupine River en la bahía de igual nombre en el lago Selwyn

El río Porcupine (Porcupine River) nace en Porcupine Bay en el lago Selwyn, cerca del límite entre la provincia de Saskatchewan y Territorios del Noroeste, Canadá. Se dirige hacia el sur desembocando en el río Fond du Lac, tributario del lago Athabasca, perteneciente a la cuenca del río Mackenzie. 
Tiene una longitud de 136 Km aproximadamente.
Este río es mencionado por Erik Munsterhjelm en su libro Tras los Renos del Canadá, donde estuvo en sus inicios como cazador y trampero en la década de 1930.  El Porcupine se bifurca aguas arriba, en un paraje al que llaman Las Horcas, en el propio Porcupine River y un afluente al que Erik llama río Nest (actualmente llamado según la cartografía como East Porcupine River por ser del este de donde procede). A través de este afluente recibe aguas del río Grease-Lip (hoy McIntyre River).